# Dnjepar
Dnjepar (bje. Дняпро, rus. Днепр, ukr. Дніпро) rijeka je u Istočnoj Europi koja izvire u Rusiji, teče kroz Bjelorusiju a u Ukrajini se ulijeva u Crno more. Četvrta je po veličini europska rijeka (iza Volge, Dunava i Urala) s dužinom od 2285 km. Dužina riječnog toka iznosi; u Rusiji 485 km, u Bjelorusiji 595 i u Ukrajini 1.095 km. Površina dnjeparskog bazen iznosi 504.000 četvorna kilometra od čega 289.000 se nalazi u Ukrajini.
Među prvima, Dnjepar spominje starogrčki povjesničar Herodot (5. st. prije Krista) pod imenom Borysthenes (u doslovnom prijevodu sa starogrčkog «onaj što teče sa sjevera»). Rimski ga povjesničari nazivaju Danapris, dok je za vrijeme Kijevske Rusi među Slavenima bio poznat kao Slavutič. Rijeka Dnjepar bila je glavna trgovačka i kulturna poveznica između varjaških i ukrajinskih plemena u srednjem vijeku.
Dnjepar izvire u Valdajskom visočju u zapadnoj Rusiji nastavljajući teći kroz lesna i stepska područja Bjelorusije. 115 km svoga toka čini prirodnu granicu između Bjelorusije i Ukrajine kroz koju nastavlja svoj put prema Crnom moru. Utječe deltskim ušćem. Duž toka rijeke izgrađen je niz hidroelektrana (Kijevska, Kanevska, Kremenčugska, Dnjeprodzeržinska, Dnjeproges, Kahovska i Dnjeproges II), a posljednjih 800 km prije ulijevanja u Crno more, sačinjavaju lanci nekoliko akumulacijskih jezera nastalih njihovom izgradnjom. Elektrane na Dnjepru proizvode energiju koja pokriva 10% potreba cijele Ukrajine. 
Plovan je 1990 km od ušća. Mjestimice se plovidba odvija pobočnim kanalima. Sustavom plovnih kanala Dnjepar je povezan sa Zapadnom Dvinom, Njemenom, Zapadnim Bugom koji ga spajaju s Baltikom. Zaleđen je od prosinca do ožujka ili travnja čemu često pogoduje nizinski teren i jak sjeveroistočni vjetar koji je karakterističan za te prostore tijekom cijele godine.   
Glavni pritoci:
- desni: Berezina, Pripjat, Ingulec, Teteriv, Ros, Tjasmin, Bazavluk
- lijevi: Sož, Desna, Trubiž, Sula, Psjol, Vorskla, Samara

Veći gradovi na obalama Dnjepra:
U Ukrajini:
- Kijev
- Kam'janske
- Dnjipro
- Zaporižžja
- Herson

U Rusiji:
- Smolensk

U Bjelorusiji:
- Mogiljov

## Vanjske poveznice
|  | Zajednički poslužitelj ima još gradiva o temi Dnjepar |